# Galgagyörk
Galgagyörk là một thị trấn thuộc hạt Pest, Hungary. Thị trấn này có diện tích 14,71 km², dân số năm 2010 là 1064 người, mật độ 72 người/km².